# Kriegerdenkmal (St. Jakob in Defereggen)

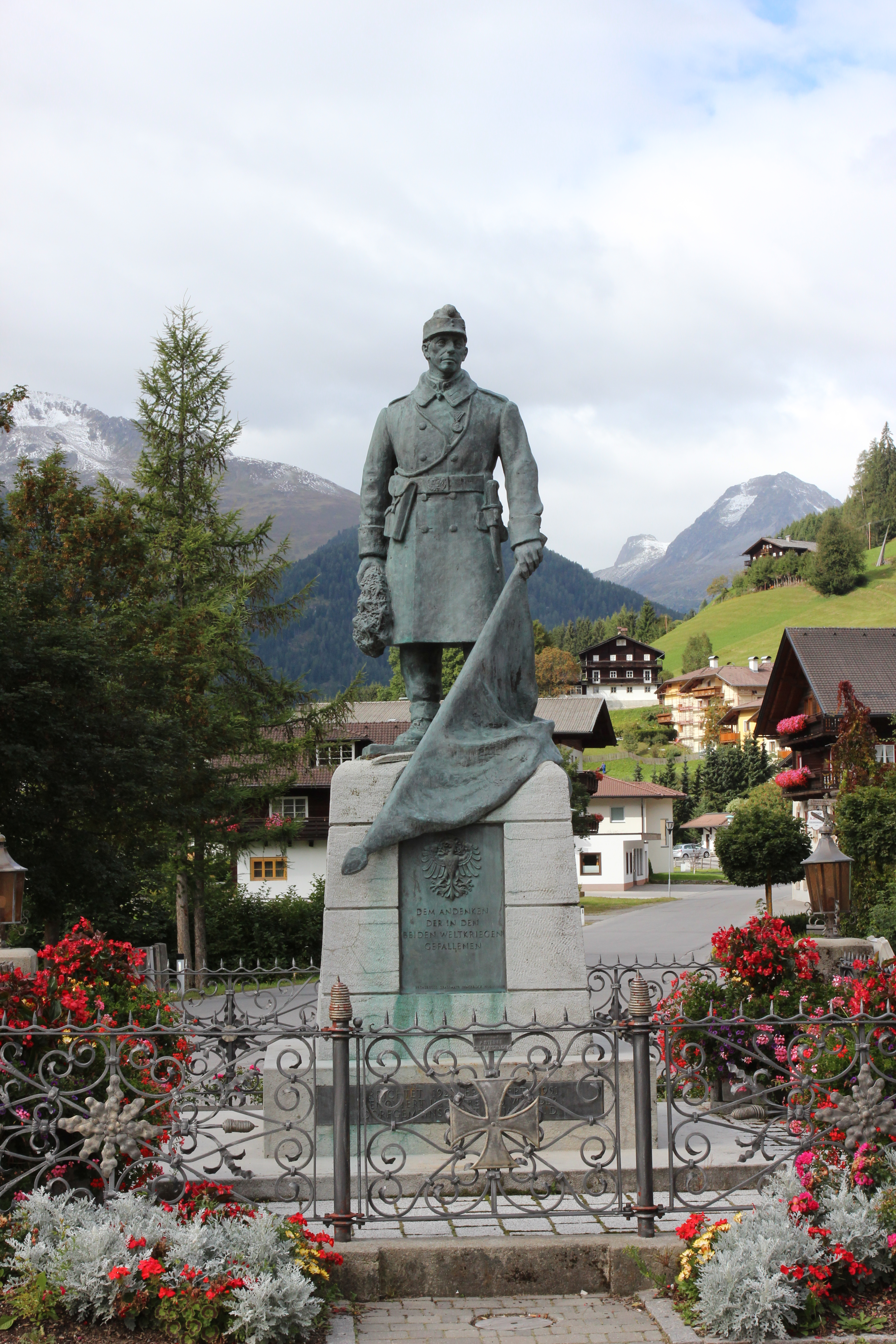
Das Kriegerdenkmal in St. Jakob in Defereggen

Das Kriegerdenkmal in der Gemeinde St. Jakob in Defereggen ist ein 1927 errichtetes Kriegerdenkmal. Ursprünglich den Gefallenen des Ersten Weltkriegs gewidmet wurde es 1951 zum Gedenken an die Opfer des Zweiten Weltkriegs erweitert und eingefriedet. Das Kriegerdenkmal in St. Jakob ist eines der 26 denkmalgeschützten Objekte der Gemeinde St. Jakob (Listeneintrag).

## Lage
Das Kriegerdenkmal befindet sich an der Defereggentalstraße (L 25) im Zentrum der Gemeinde St. Jakob in Defereggen, der sogenannten Unterrotte. Das westlich der Pfarrkirche gelegene Kriegerdenkmal wird von zwei hohen Linden umrahmt.

## Denkmal
Zur Erinnerung an die Gefallenen des Ersten Weltkriegs wurde 1927 in St. Jakob ein Kriegerdenkmal errichtet und am 24. Juli 1927 enthüllt. Die Inschrift des Denkmals lautete: 

„DEM ANDENKEN / DER / 1914–1918 / GEFALLENEN HELDEN / VON / ST. JAKOB“

Nach dem Zweiten Weltkrieg wurde das bestehende Kriegerdenkmal für die Gefallenen des Ersten Weltkriegs renoviert und zum Andenken an die Gefallenen des Zweiten Weltkriegs erweitert. Es erfolgte eine Einfriedung des Denkmals, die neugestaltete Anlage wurde in der Folge am 4. November 1951 geweiht. Das Kriegerdenkmal zeigt eine überlebensgroße Darstellung eines Kaiserjägers auf einem hohen Sockel, der in der rechten Hand einen Eichenkranz und in der linken Hand eine gesenkte Regimentsfahne hält. Die Statue wurde dabei aus Bronze gefertigt, der Sockel aus Granit. Unterhalb der Bronzefigur befindet sich eine Bronzetafel mit einem reliefierten Tiroler Adler und der Inschrift: 

„DEN GEFALLENEN / SOLDATEN / DES 1. U. 2. WELTKRIEGES / ZUM GEDENKEN / DIE GEMEINDE / ST. JAKOB/DEF.“

Neben der Inschriftentafel an der Vorderseite des Granitsockels wurden auch an den Seitenwänden Bronzetafeln mit den Namen und Daten der Gefallenen bzw. Vermissten der beiden Weltkriege angebracht. Eine weitere Inschriftentafel trägt den Text: 

„SIEG ODER UNSIEG RUHT IN GOTTES HAND / DER EHRE SIND WIR SELBER HERR UND KÖNIG“

Das Kriegerdenkmal selbst 1951 wurde mit einem schmiedeeisernen Gitter umgeben, die gemauerten Eckpfeiler wurden mit Opferschalen bekrönt.